# Helicodontium rhyparobolax
Helicodontium rhyparobolax är en bladmossart som beskrevs av C. Müller 1897. Helicodontium rhyparobolax ingår i släktet Helicodontium och familjen Fabroniaceae. Inga underarter finns listade i Catalogue of Life.